# 오늘의 교육
《오늘의 교육》은 교육공동체 벗이 펴내는 대한민국의 격월간 교육 잡지이다. 《우리교육》을 펴낸 우리교육이 2010년 구조조정을 겪으면서 해당 잡지의 편집위원들을 주축으로 2011년 창간되었다.